# Ejército de Baviera
El Ejército bávaro (en alemán: Bayerische Armee) o Ejército Real de Baviera (en alemán: Königlich Bayerisches Armee) fue el ejército del electorado (1682-1806) y luego el reino (1806-1919) de Baviera. Existió desde 1682 como el ejército permanente de Baviera hasta la fusión de la soberanía militar (Wehrhoheit) de Baviera con la del Estado alemán en 1919. El ejército bávaro nunca fue comparable a los ejércitos de las Grandes Potencias del siglo XIX, pero proporcionó a la dinastía Wittelsbach un campo de acción suficiente, en el contexto de políticas efectivas de alianza, para transformar a Baviera de un pequeño estado desarticulado territorialmente al segundo estado más grande del Imperio alemán después de Prusia.

## Historia

### 1682-1790: Del primer ejército permanente a las guerras napoleónicas

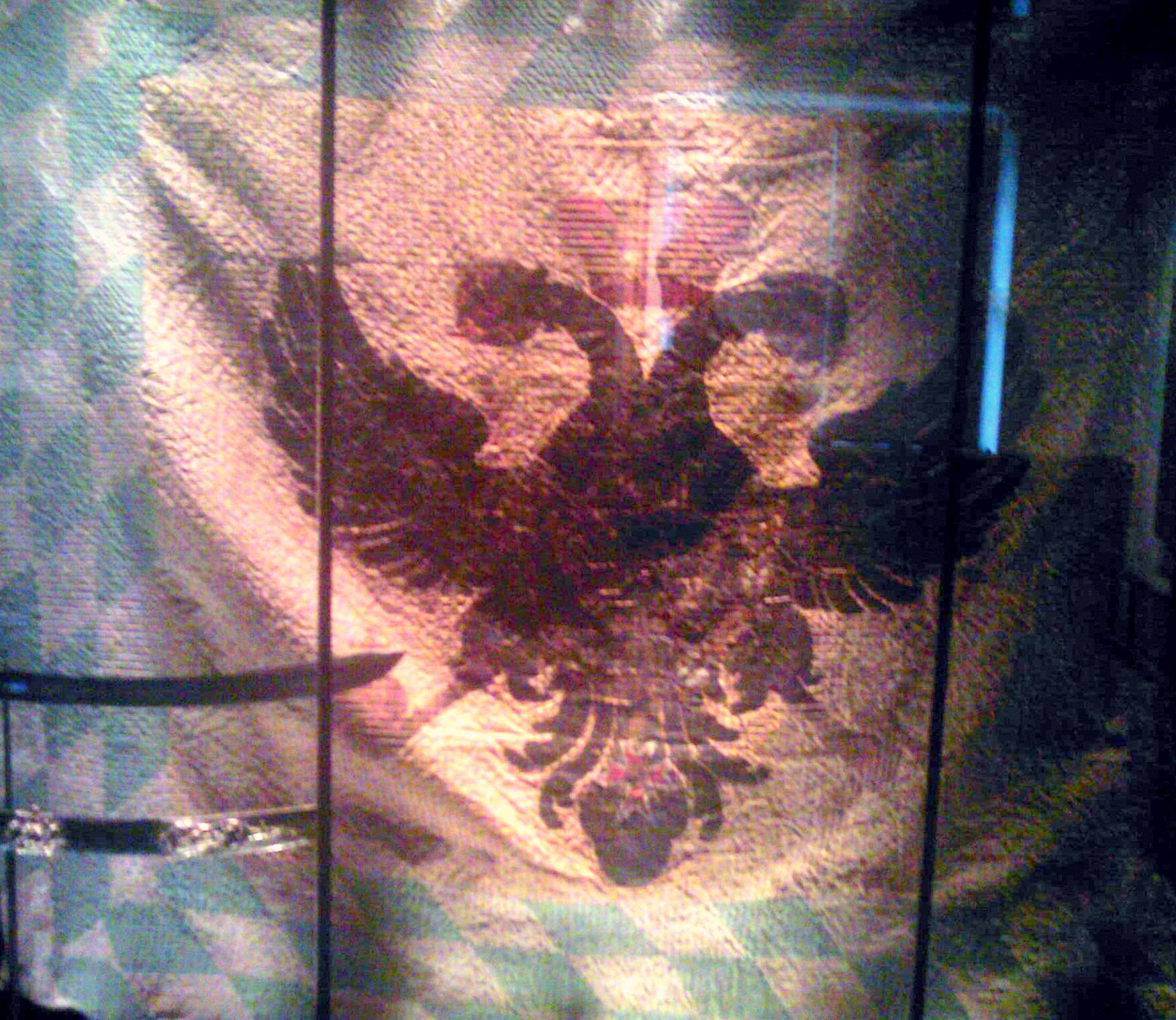
Una bandera imperial bávara 1745: El águila imperial sobre un fondo dorado fue cosida en la bandera bávara. Musée de l'Armée, París.

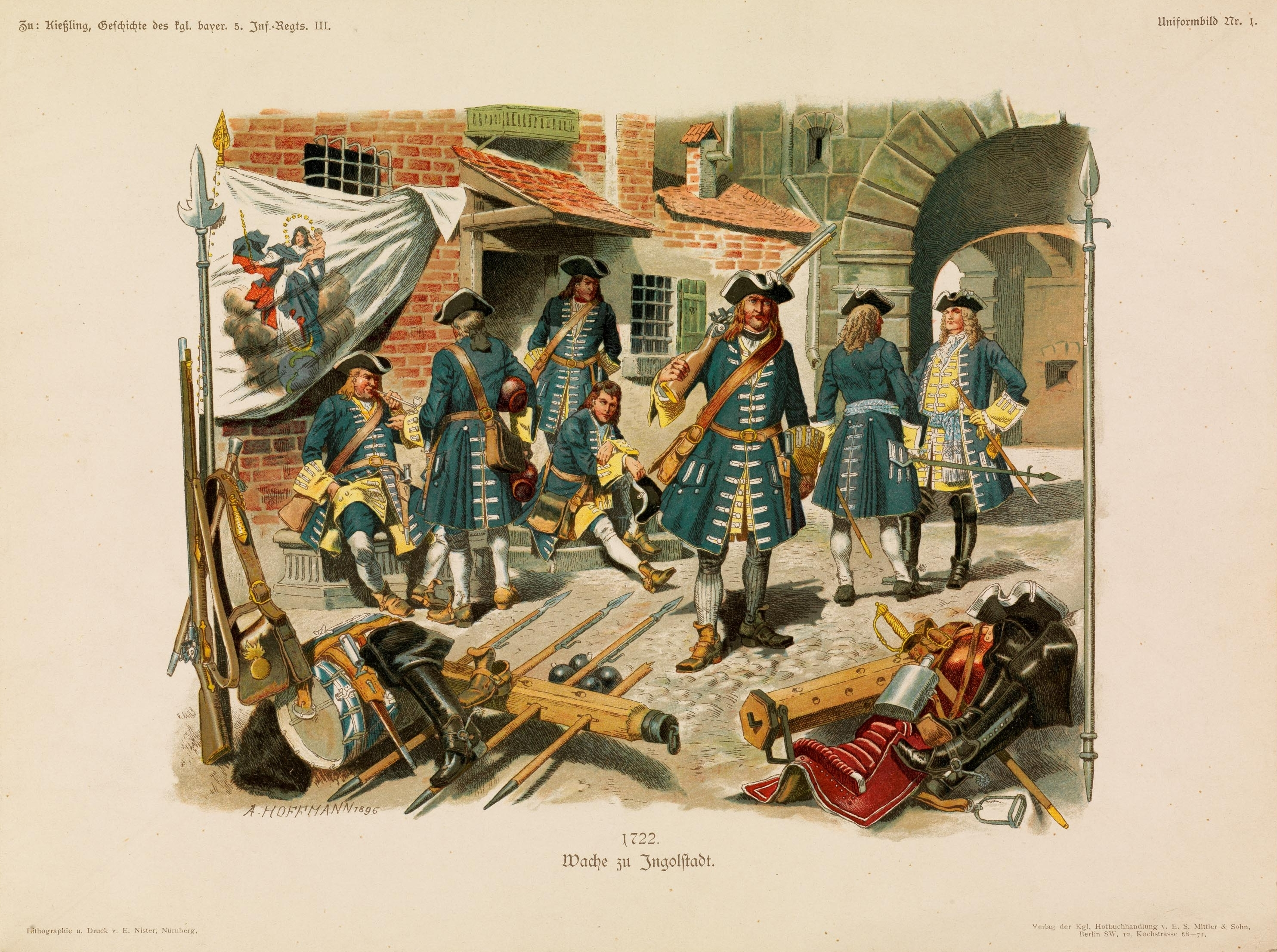
Infantería bávara 1722.

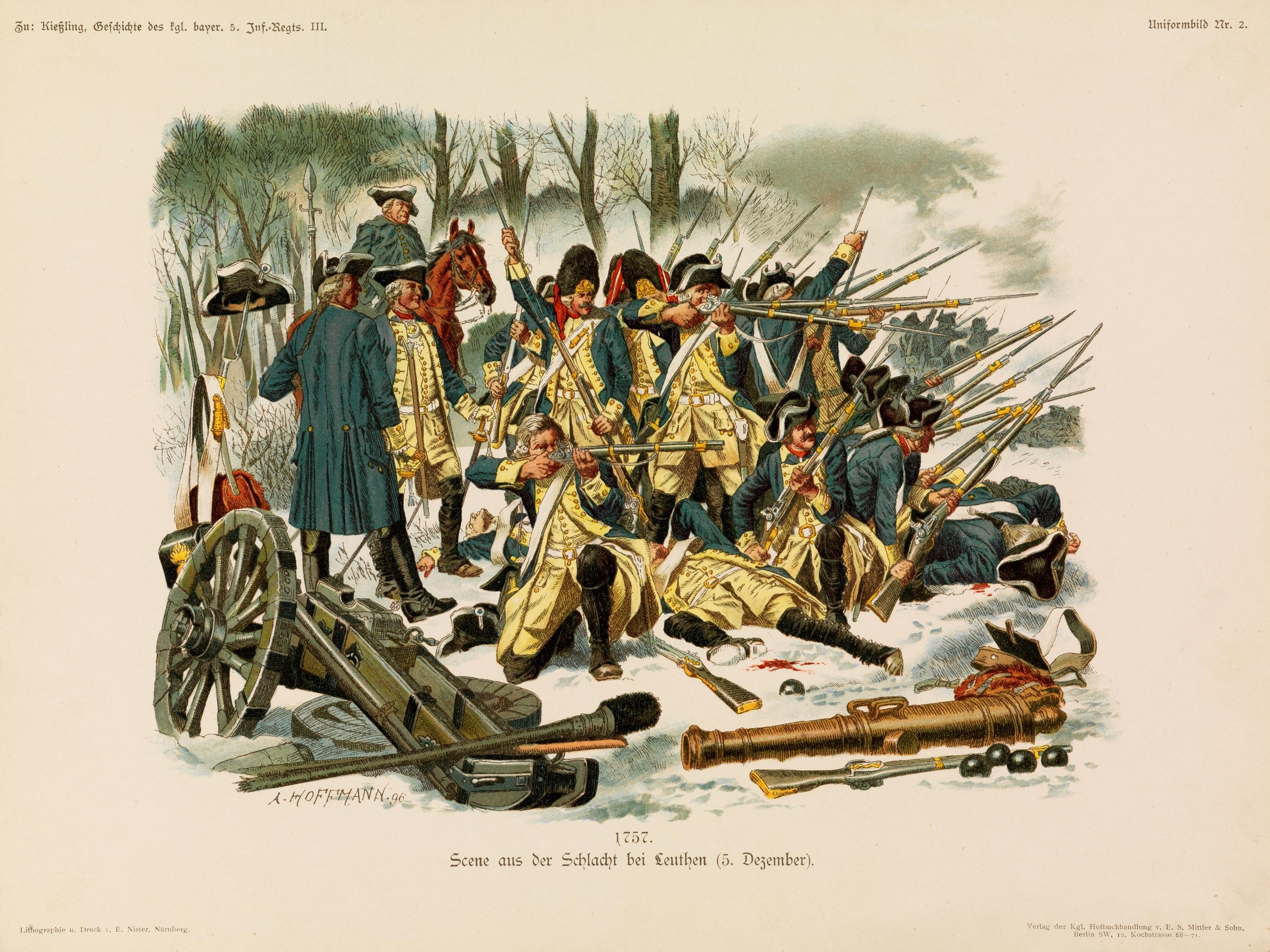
Uniformes bávaros 1757.

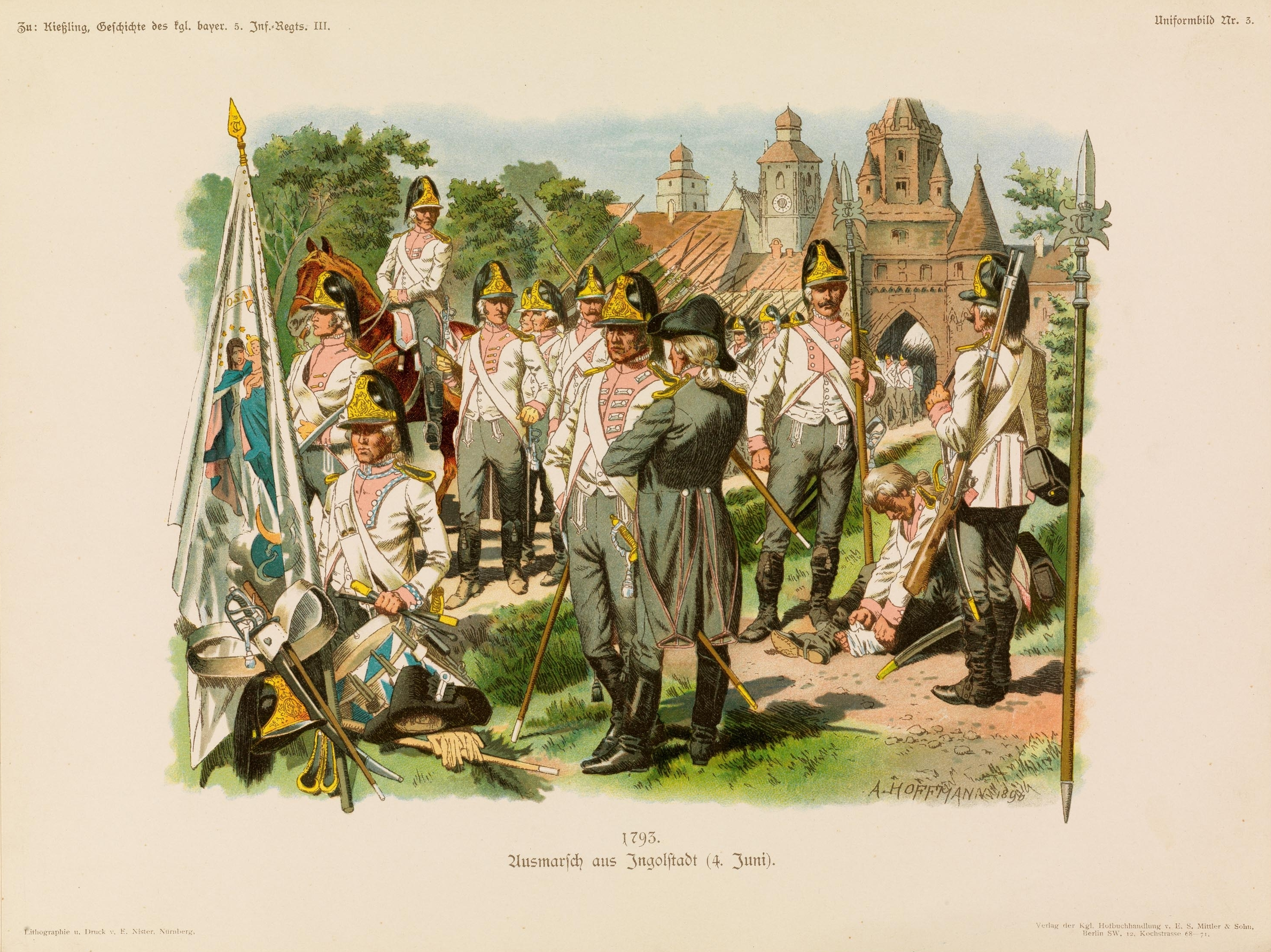
Tropas bávaras 1793.

La Constitución del Ejército Imperial del Sacro Imperio Romano Germánico de 1681 obligó a Baviera a proporcionar tropas para el ejército imperial. Además, el establecimiento de un ejército permanente se veía cada vez más como un signo de la condición de Estado-nación y una herramienta importante de la política de poder absolutista. En un campamento de campaña en Schwabing el 12 de octubre de 1682, las tropas recién reclutadas fueron oficialmente llevadas al servicio bávaro. Se establecieron siete regimientos de infantería , dos regimientos de dragones y dos de coraceros, junto con un cuerpo de artillería. El tradicional color azul medio ya se usaba ampliamente en la infantería bávara y se usaría desde 1684. Los coraceros y la artillería usaban túnicas gris claro, mientras que los dragones vestían túnicas rojas o azules. El ejército se distinguió bajo el mando de Maximiliano II durante la Gran Guerra Turca, particularmente durante el Sitio de Belgrado.
Durante la guerra de sucesión española, Baviera luchó en el lado de Francia. Después de la derrota en la batalla de Blenheim, el ejército bávaro dejó de existir como una fuerza de combate coherente, aunque pequeños restos continuaron luchando hasta el final de la guerra. Baviera fue ocupada por las fuerzas austríacas después de la guerra, lo que provocó un levantamiento de la población, aplastada sangrientamente en la llamada "Navidad asesina de Sendling" (Sendlinger Mordweihnacht). En 1701, la composición del ejército era la misma que durante las guerras turcas, solo que ahora con tres regimientos cada uno de coraceros y dragones.
El intento del Elector por obtener la corona Imperial durante la guerra de sucesión austriaca fue inicialmente exitoso, pero la campaña acabó una vez más con una ocupación austriaca de Baviera.
Al comienzo de la guerra de los Siete Años, el ejército consistía en ocho regimientos de infantería, dos de dragones y tres de coraceros, y una brigada de artillería. En 1757, uno de los regimientos de coraceros se disolvió y sus hombres se distribuyeron entre los otros regimientos, mientras que se montó una sola compañía de dragones en cada regimiento. Los regimientos de infantería consistían en dos batallones con cuatro Füsilierkompanien (cada uno de 130 hombres) y una compañía de infantería (100 hombres), así como dos cañones. La fuerza nominal de aproximadamente 1,800 hombres para cada regimiento nunca se alcanzó en el campo. Diez batallones de infantería se pusieron a disposición de los Habsburgo de acuerdo con las obligaciones militares imperiales de Baviera. Lucharon sin éxito en Schweidnitz, Breslau y Leuthen en 1757, así como en Troppau, Olmütz y Neiße en 1758.
La unificación entre Wittelsbachs y la línea del Palatinado añadió ocho regimientos a la infantería en 1777, y las tropas palatinas trajeron con ellos un color de túnica azul más claro. La guerra de sucesión bávara a menudo se conoce como la "Guerra de la Patata" debido a la cantidad de tiempo y esfuerzo que los bandos gastaron para asegurar el suministro de alimentos y denegárselos al enemigo, y la guerra en realidad pasó relativamente sin incidentes para el ejército bávaro.
En 1785, el uniforme de la infantería cambió a blanco, y los coraceros abandonaron su armadura tradicional.

### 1790-1871: Desde las guerras napoleónicas hasta la formación del Imperio alemán

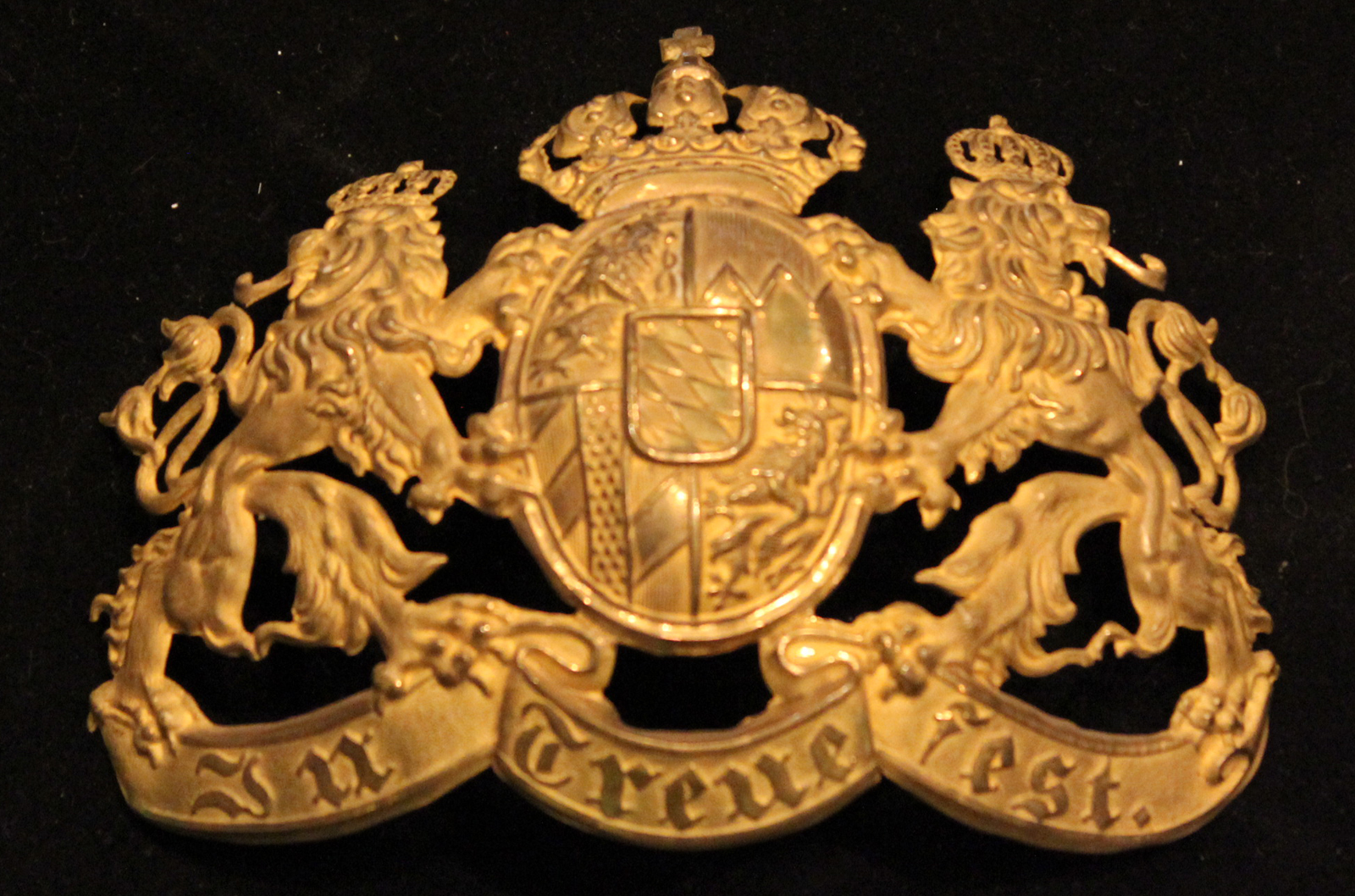
Insignia para el casco, tiene el lema In Treue fest

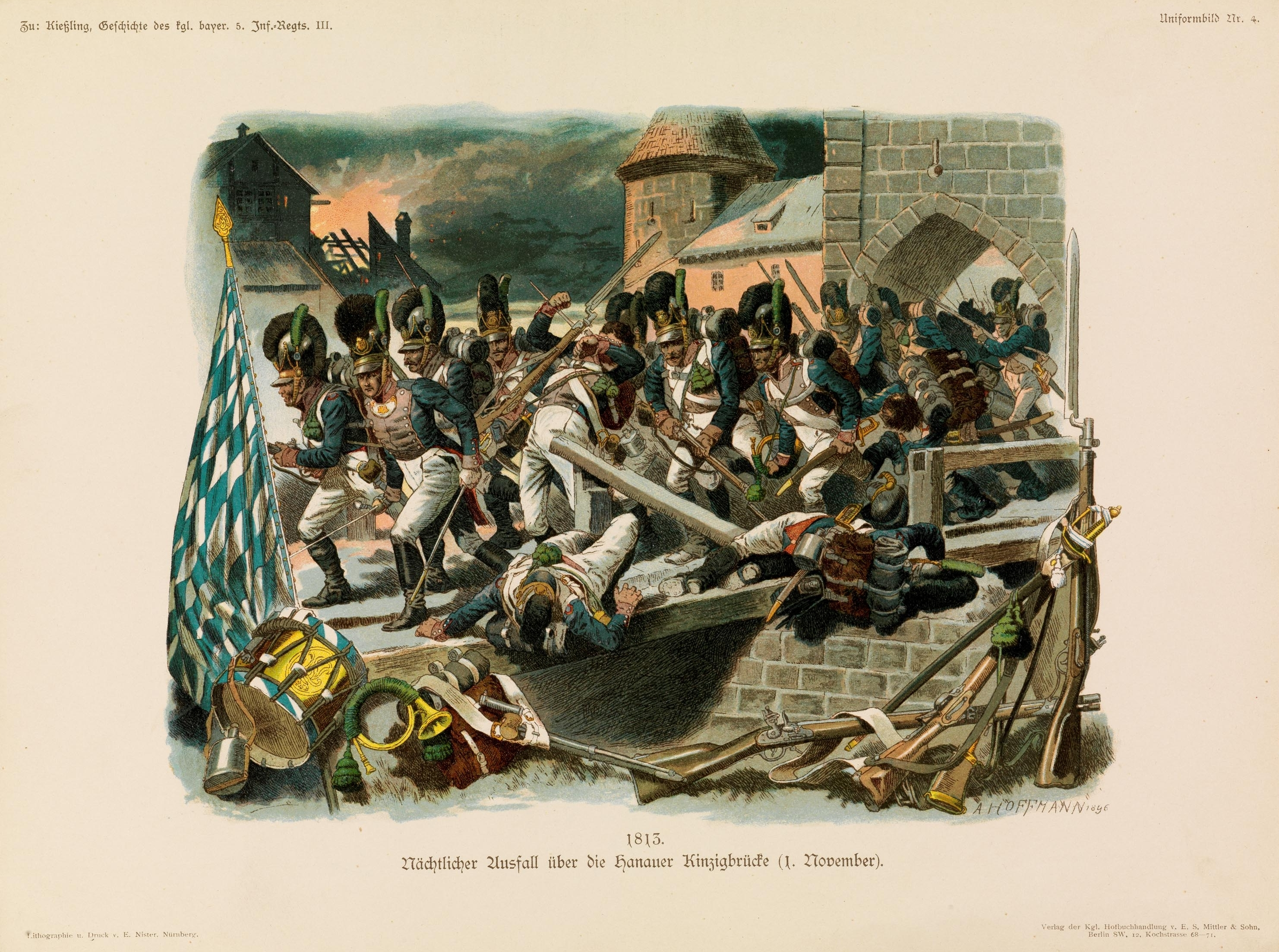
Tropas bávaras en la batalla de Hanau.

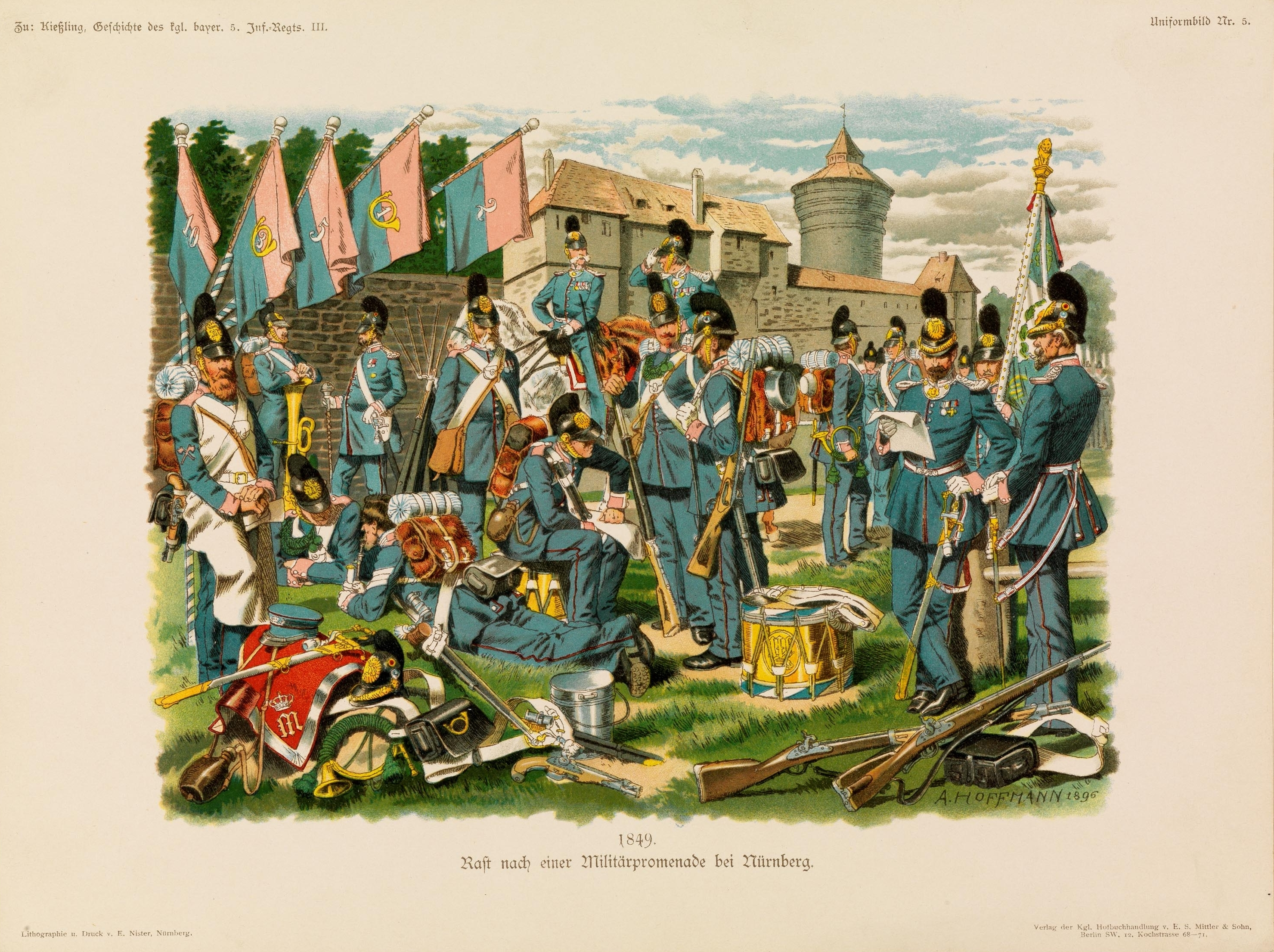
Tropas bávaras 1849.

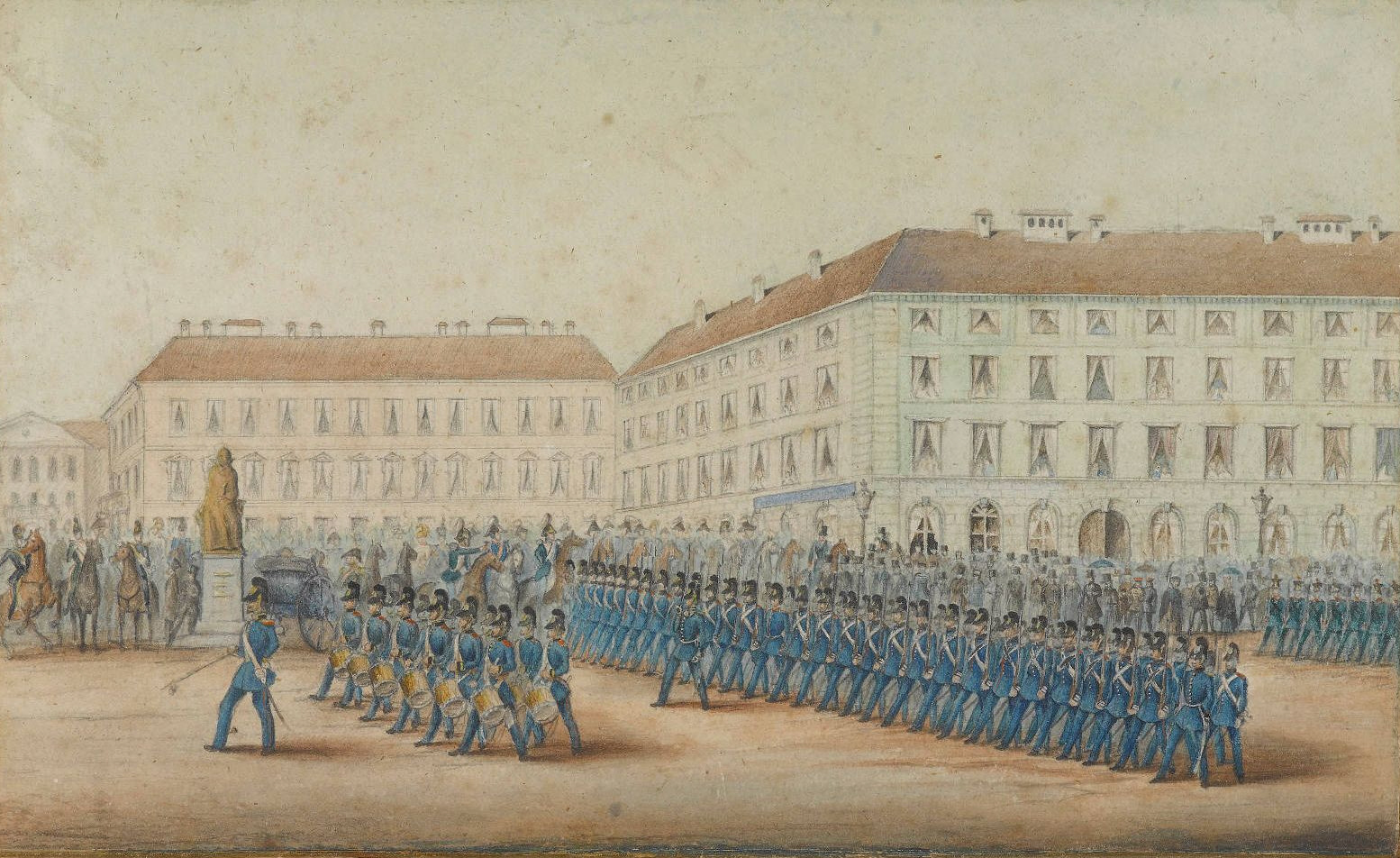
Compañía de cadetes en desfile 1852.

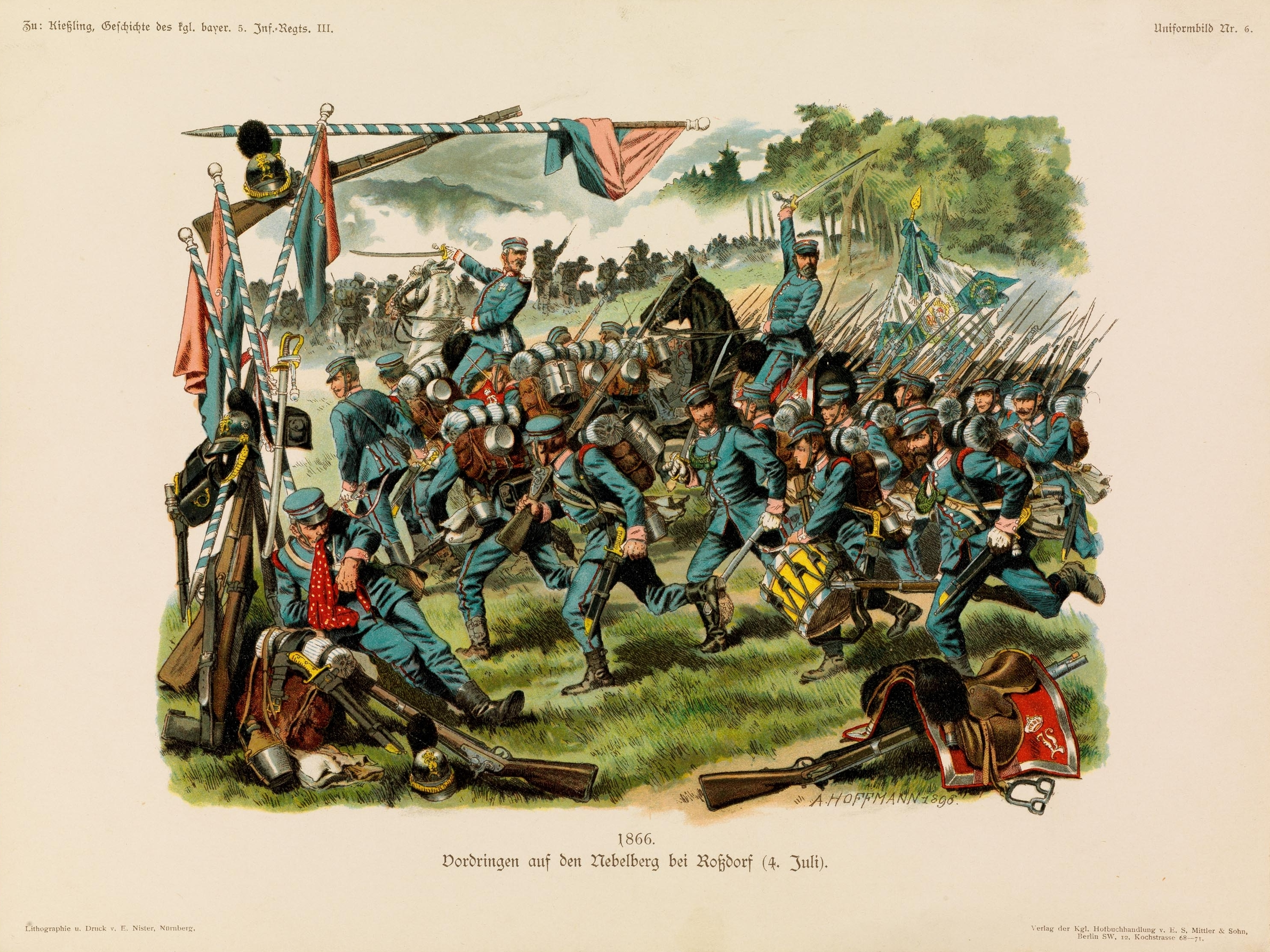
Infantería bávara 1866.

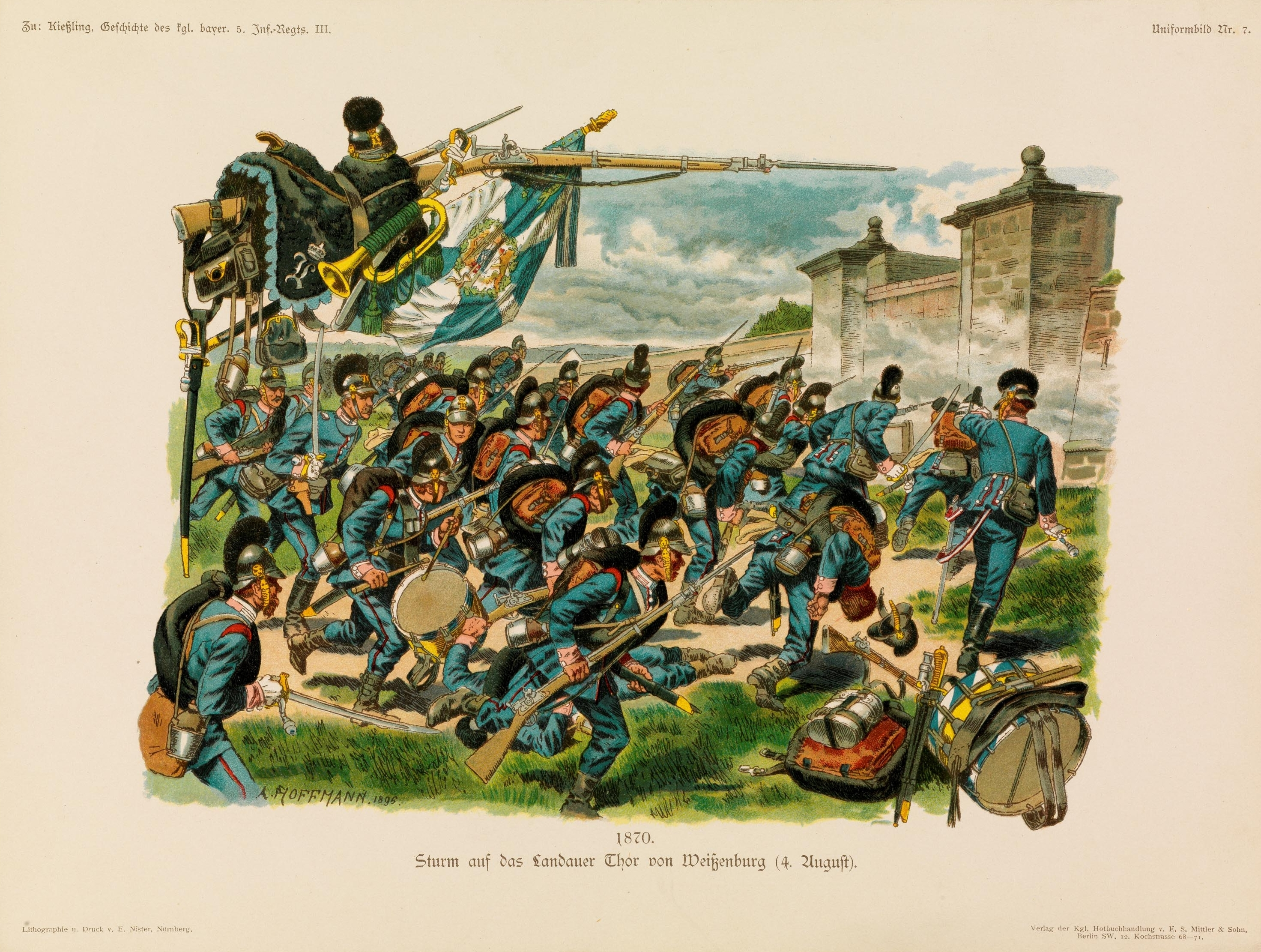
Infantería bávara 1870.

1790 trajo una reforma fundamental del ejército bávaro. Todas las tropas de campo recibieron un uniforme de corte idéntico, incluido un casco de cuero con penacho de crin, conocido como el "Cofre de Rumford", por el entonces ministro de guerra, el conde Rumford. Sin embargo, Maximiliano IV encontró al ejército en condiciones abyectas en su ascensión al trono en 1799: casi ninguna de las unidades estaba en plena potencia, los uniformes de Rumford eran impopulares y poco prácticos, y las tropas estaban mal entrenadas. El joven príncipe-elector, que había servido bajo el Antiguo Régimen en Francia como coronel en el regimiento Royal Deux-Ponts , hizo de la reconstrucción del ejército una prioridad.
La infantería de línea se redujo a diez regimientos. Los dos regimientos de Jäger se dividieron en cuatro batallones de infantería ligera. La caballería consistía en tres regimientos de caballería ligera y dos de cada uno de dragones y coraceros. La infantería volvió a su azul celeste tradicional y, en 1801, todas las ramas de servicio introdujeron el Raupenhelm , un casco con una pluma de crin de caballo hacia adelante y hacia atrás, que se volvió característica del ejército bávaro. Generales capaces, como Deroy, Wrede y Triva, reformaron el ejército a lo largo de las líneas francesas, y pronto se convirtió en el más moderno de Alemania, y el primero en Alemania en abolir la flagelación. El ejército de campaña se basó principalmente en el servicio militar obligatorio. También se desarrolló una guardia nacional con tres clases (primera clase: batallones de reserva de los regimientos de línea, segunda clase: ejército territorial, tercera clase: leva ciudadana).
En 1800, Baviera luchó a regañadientes del lado de Austria contra Francia, pero en 1805 cuando Austria atacó a Baviera por tercera vez en 100 años, encontraron un ejército poderoso. Los bávaros inicialmente se retiraron, pero solo para unirse al ejército de Napoleón y preparar el contraataque, que se llevó a cabo rápida, metódica y exhaustivamente. 30.000 tropas bávaras tomaron parte en el exitoso asedio de Ulm y la consecuente liberación de Baviera. En la Batalla de Austerlitz, los bávaros aseguraron los flancos y las líneas de suministro del ejército de Napoleón y entre 1806-1807 obligaron a varios fuertes prusianos a rendirse.
A Baviera se le otorgó la provincia austríaca de Tirol como recompensa, pero los disturbios estallaron en una rebelión en toda regla bajo el mando de Andreas Hofer en 1809, que solo pudo ser aplastada con la ayuda francesa. Cuando Austria atacó Baviera una vez más en 1809, el ejército de Napoleón estaba concentrado en España, y fueron las tropas de la Confederación del Rin, predominantemente bávaras, las que encabezaron la campaña temprana contra Austria. En la batalla de Wagram, la contribución de las fuerzas bávaras fue decisiva para el resultado.
En la Campaña Rusa, el ejército bávaro sufrió pérdidas terribles: de alrededor de 33 000 hombres (incluyendo refuerzos) que marcharon en 1812, solo 4000 regresaron. Presionado por el Príncipe heredero y el General Wrede, el Rey Maximiliano I se cambió al bando aliado poco antes de la batalla de Leipzig. El intento de Wrede de detener la victoria de la Grande Armée en 1813 en la batalla de Hanau terminó en una estrecha derrota para su cuerpo austro-bávaro. La campaña de 1814 comenzó mal para los Aliados, pero Wrede compensó su derrota anterior con valiosas victorias sobre sus antiguos aliados en las batallas de Arcis-sur-Aube y Bar-sur-Aube.
En 1814, el ejército bávaro consistió en un regimiento de Guardia de Granaderos, 16 regimientos de infantería de línea, dos batallones de Jäger, siete regimientos de caballería ligera (de los cuales uno era territorial), un regimiento de Ulanos, dos regimientos de Húsares, un regimiento de Garde du Corps (Guardia real montada), dos regimientos de artillería a pie y uno de artillería a caballo.
En 1815, el 7 ° Regimiento (Nacional) de Caballería Ligera se formó de dos regimientos de Coraceros. Los húsares y los ulanos se disolvieron en 1822. Siguiendo las recomendaciones de la Comisión de ahorro militar en 1826, un regimiento de infantería se convirtió en dos batallones Jäger y el regimiento de la Guardia de Granaderos en un regimiento de guardia de infantería. El Garde du Corps se convirtió en el 1.er Regimiento de coraceros, y el antiguo 1.er Regimiento de coraceros se fusionó en el 2.º Regimiento.
La movilización del ejército para la guerra austro-prusiana de 1866 no concluyó hasta el 22 de junio, cuando el ejército prusiano ya estaba casi en Bohemia. La guerra fue muy mal para los bávaros. El comandante en jefe bávaro, el príncipe Karl , que también comandaba las fuerzas sureñas de la Confederación Alemana, se apresuraba a ayudar al Reino de Hannover cuando se enteró de la derrota de los hanoverianos en la batalla de Langensalza. El rápido avance prusiano significó que Karl no pudo unirse con las fuerzas occidentales de la Confederación bajo el mando del príncipe Alejandro de Hesse, por lo que las tropas bávaras se retiraron a Bad Kissingen. Después de una feroz lucha, los bávaros se retiraron a Schweinfurt y Würzburg (de la cual solo se podría retener la fortaleza y parte de la ciudad). El 1 de agosto, un cuerpo de reserva prusiano ocupó Núremberg.
Las dificultades del ejército bávaro se atribuyeron principalmente al Landtag bávaro (parlamento) y al liderazgo militar. Gracias a los constantes recortes en el presupuesto militar, el Ministerio de Guerra bávaro no se vio en condiciones de realizar maniobras por encima del nivel de la brigada. Además del príncipe Karl y el general von Thurn und Taxis, ningún general bávaro había comandado alguna vez una división. Los periódicos también criticaron el papel de von der Tann.
Debido a esta crítica, el Rey Luis II nombró al veterano general de guerra Siegmund von Pranckh como el nuevo ministro de Guerra el 1 de agosto. Von Prankh ya tenía experiencia política como ayudante del ministro de Guerra von Lüder, y contribuyó de manera crucial a la modernización del ejército bávaro con sus reformas .
Cuando la candidatura al trono español de Leopoldo, Príncipe de Hohenzollern llevó a un empeoramiento en las relaciones entre Prusia y Francia en 1870, von Prankh movilizó los dos cuerpos del ejército bávaro el 14 de julio. El cuerpo del ejército bávaro luchó en la guerra franco-prusiana como parte del III Ejército bajo el mando del príncipe heredero Friedrich Wilhelm (el I Cuerpo de Ejército bajo von der Tann, y el II Cuerpo de Ejército bajo Jakob Freiherr von Hartmann).
Los bávaros al mando de Jakob von Hartmann irrumpieron en Wissembourg y tomaron parte en las Batallas de Wörth, Beaumont, Sedan y el Asedio de París. Más de 5.000 soldados bávaros murieron durante la guerra franco-prusiana.

### 1871-1918: El Imperio alemán

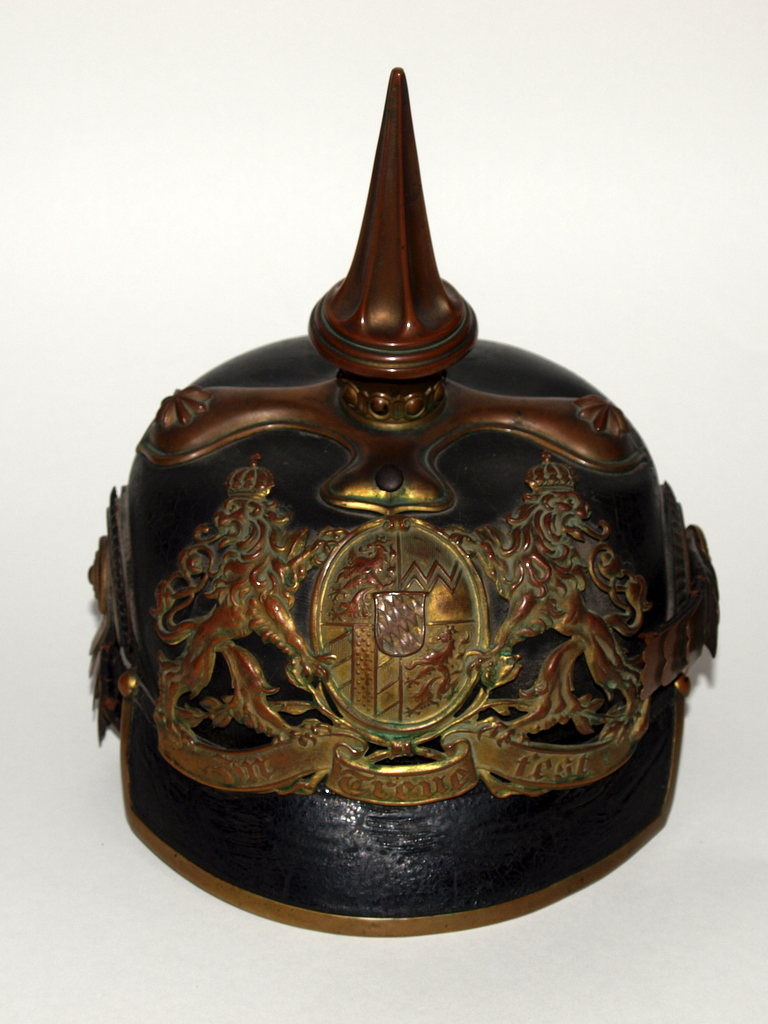
Pickelhaube del ejército bávaro.

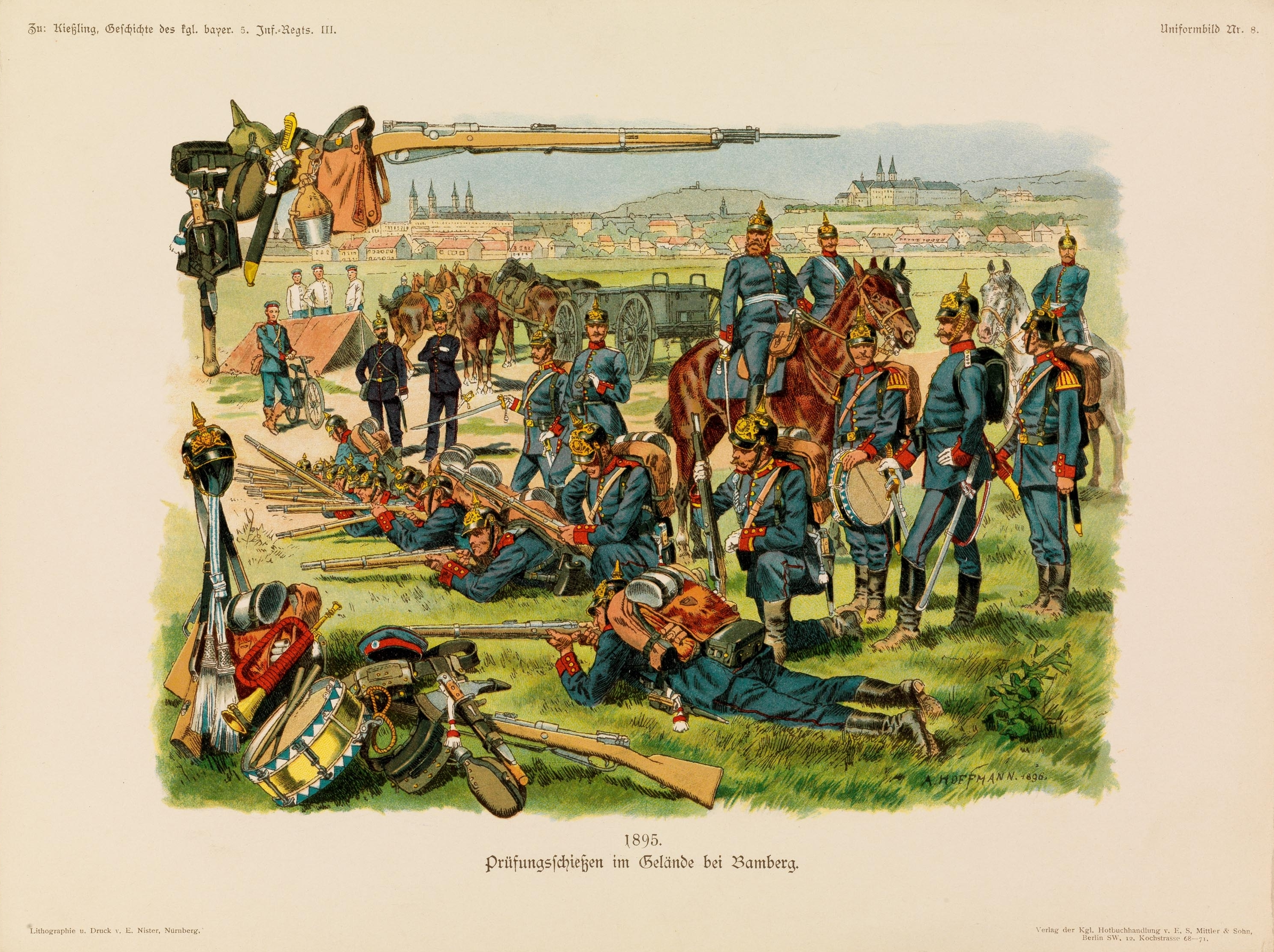
Tropas bávaras 1895.

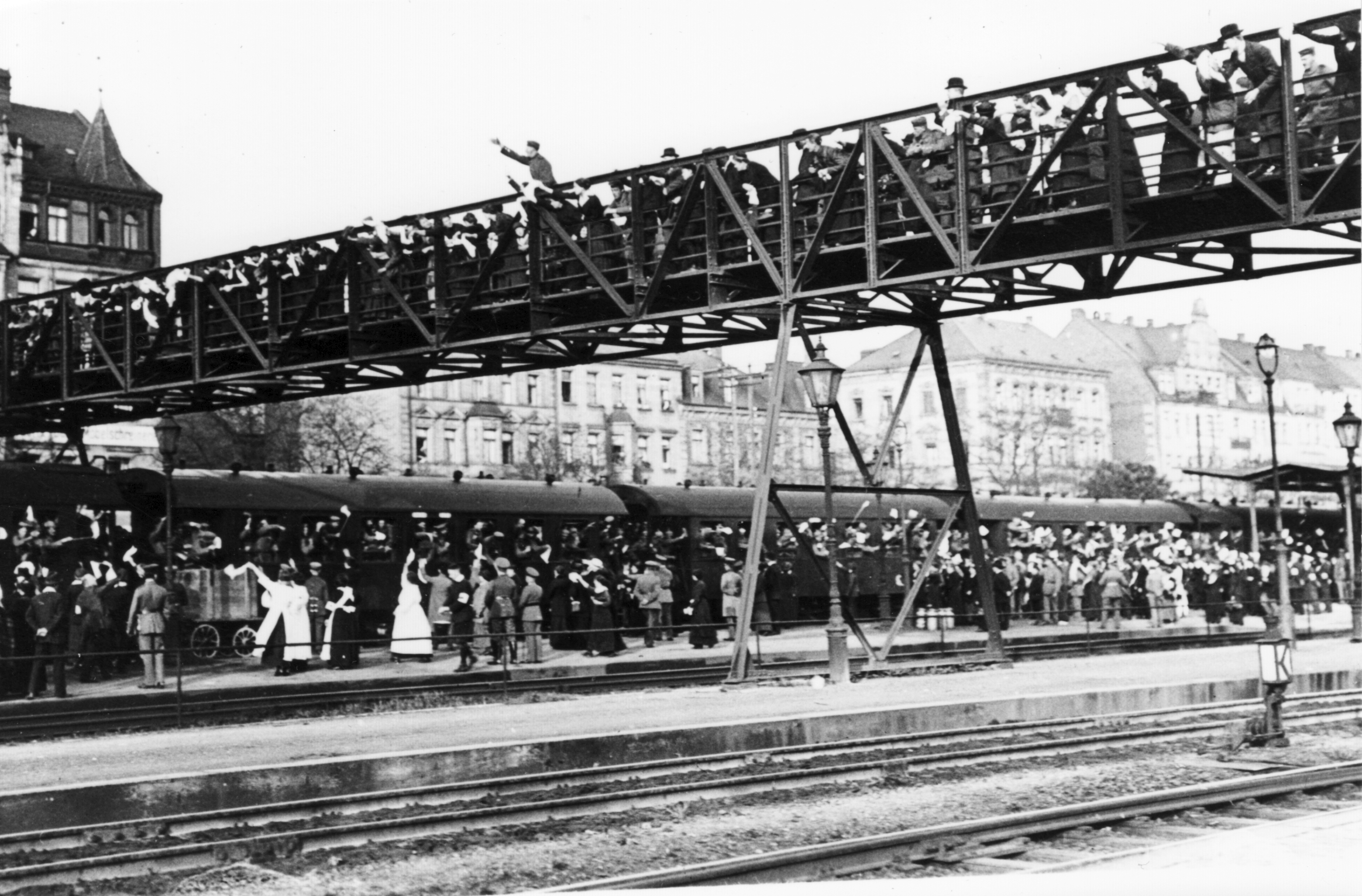
Tropas bávaras parten hacia la guerra en agosto de 1914.

En la Constitución Imperial, Baviera pudo obtener amplios derechos, en particular con respecto a la soberanía militar. El ejército no solo retuvo, al igual que los reinos de Sajonia y Württemberg , sus propias tropas, el Ministerio de Guerra y el sistema de justicia militar, sino que también fue excluido del sistema imperial regimental. Por ejemplo las unidades de Wurtemberg y Sajonia eran numeradas de acuerdo con el sistema prusiano, en tanto que las unidades de Baviera conservaron su propia numeración y solo quedaría sometido al control del ejército imperial en tiempos de guerra. Baviera también mantuvo sus uniformes de infantería azul claro, el Raupenhelm (hasta 1886), la Caballería Ligera y algunas otras peculiaridades. Los oficiales y hombres del ejército bávaro continuaron jurando al rey de Baviera y no al emperador alemán. Sin embargo, el corte del uniforme, el equipamiento y el entrenamiento se estandarizaron según el modelo prusiano. Cuando se introdujeron los uniformes grises, solo la escarapela y una pastilla azul y blanca que bordeaba el cuello distinguían a las unidades bávaras.
Al comienzo de la Primera Guerra Mundial, el ejército bávaro tenía una fuerza efectiva de 87.214 hombres, incluidos 4.089 oficiales, médicos, veterinarios y funcionarios; y 83.125 suboficiales y otros rangos, más 16.918 caballos. Con el comienzo de la movilización el 1 de agosto de 1914, el mando supremo del ejército bávaro pasó del 4° Cuerpo de Inspección del Ejército al Emperador alemán. Las unidades en Baviera permanecieron bajo el mando del Ministerio de Guerra de Baviera. El ejército bávaro, formado por los tres Cuerpos de ejércitos, la División de caballería bávara, se vio reforzado con la incorporación del XXI Cuerpo (de dos divisiones, reclutado principalmente en Renania y Westfalia) y transportado al frente occidental como el sexto ejército alemán bajo el mando del Príncipe Heredero Ruperto .
El ejército bávaro luchó en la batalla de las Fronteras, la última vez que combatió como una sola unidad: el mando exclusivo de las fuerzas bávaras comenzó a diluirse durante las reorganizaciones del ejército alemán en otoño de 1914 en adelante. Ruperto mantuvo el mando durante toda la guerra y fue promovido a Mariscal de Campo en 1916, en gran parte debido a su destacada habilidad; sin embargo, después de las batallas de las fronteras, las unidades bajo su mando provenían en gran parte de fuera de Baviera.
Durante Primera Guerra Mundial murieron unos 200.000 miembros del Ejército real bávaro.
Aunque el Imperio alemán cayó en la Revolución alemana de 1918-19 , y el rey Luis III se vio obligado a abdicar, Baviera conservó su soberanía militar. Sin embargo, el ascenso de la República Soviética de Baviera y la confusión que rodea su derrocamiento y la derrota de su "Ejército Rojo" persuadieron a los redactores de la Constitución de Bamberg de 1919 a renunciar a la soberanía militar en la República de Weimar. En cualquier caso, las tropas bávaras regulares se habían desmovilizado después de la guerra y la mayoría de los combates contra el Ejército Rojo fueron realizados por unidades de Freikorps y otras tropas alemanas provenientes de fuera de Baviera.

## Galería

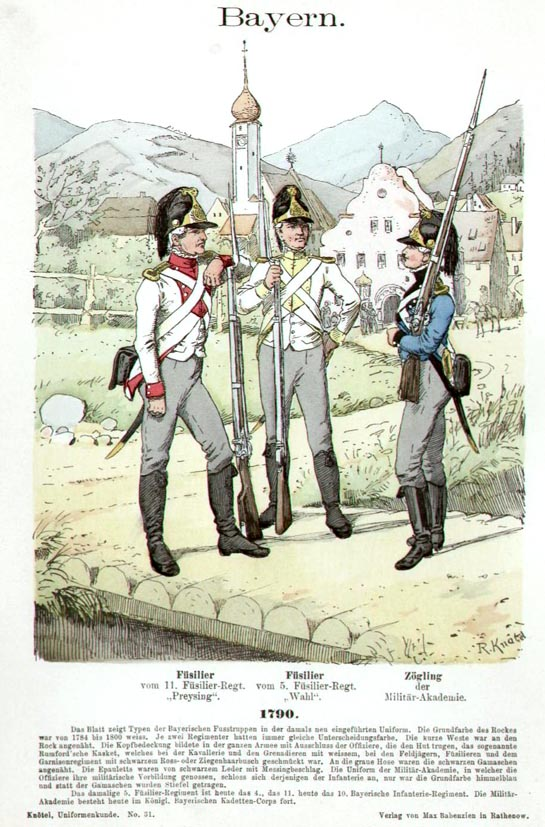
Infantería 1790.
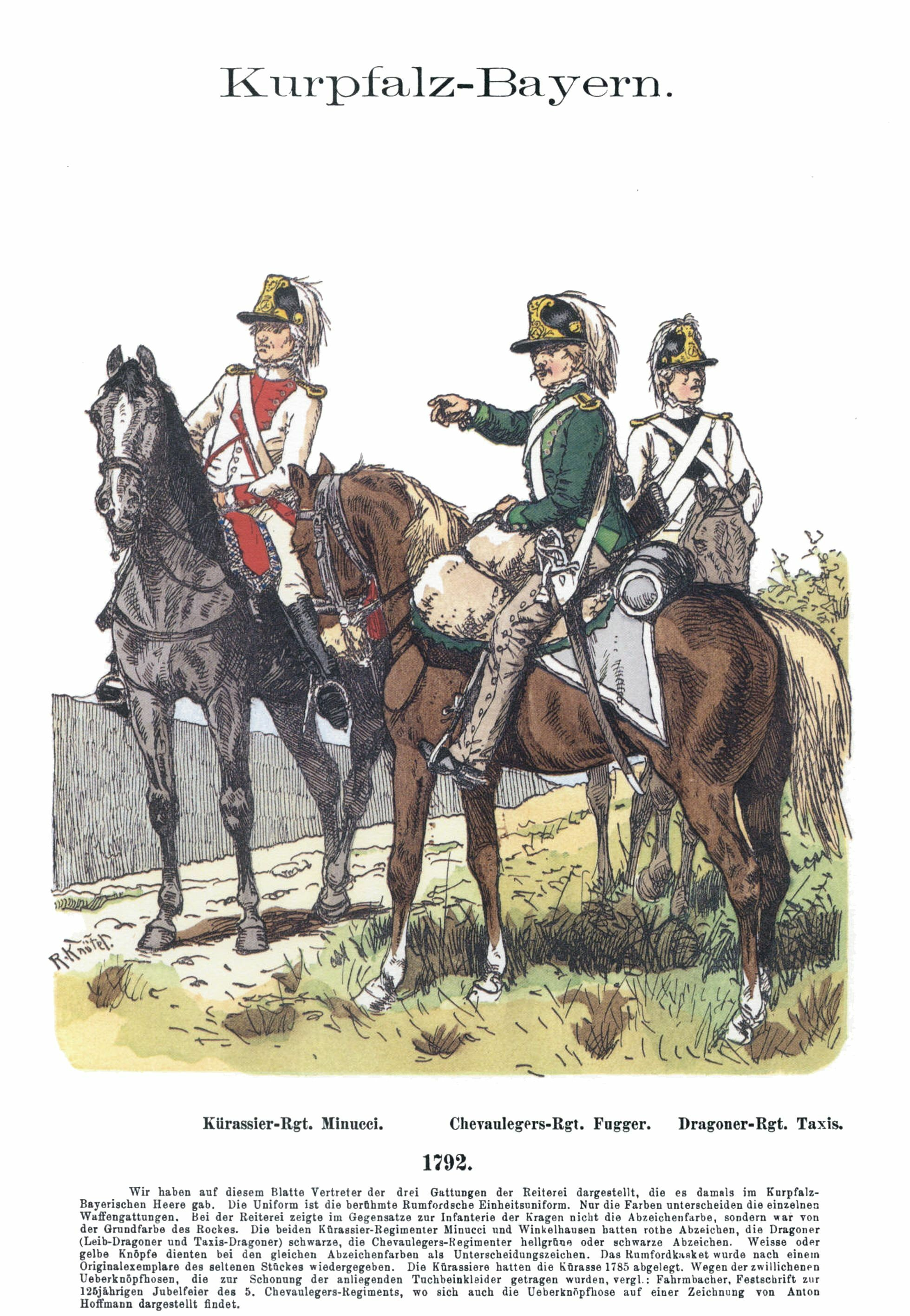
Caballería 1792.
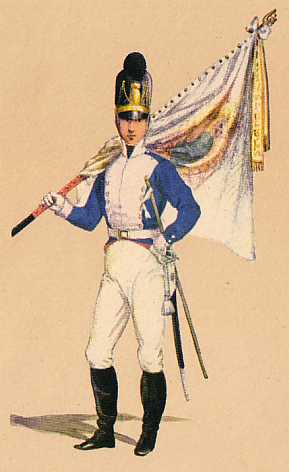
Abanderado 1800.
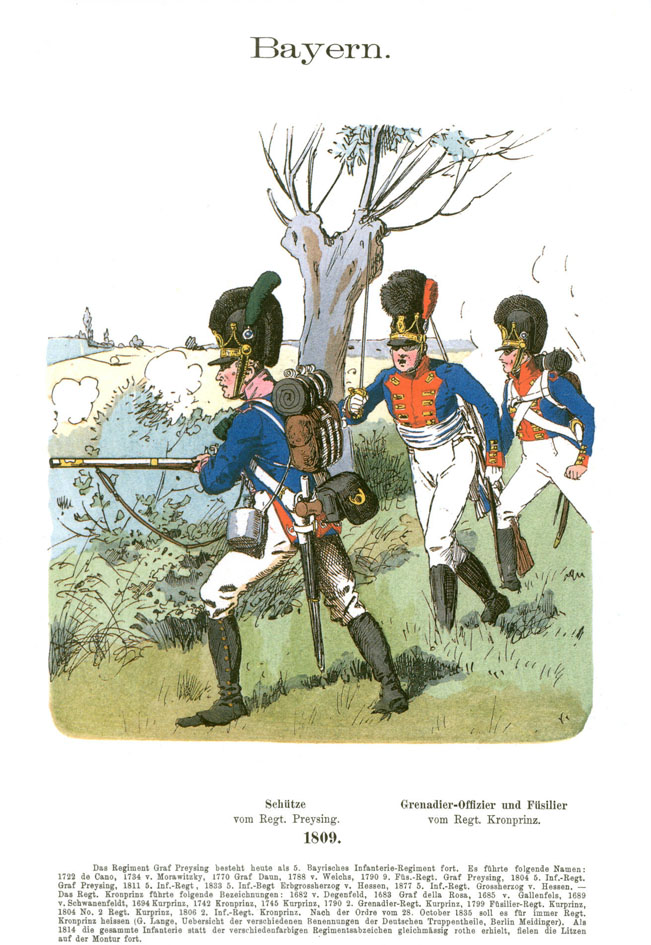
Infantería 1809.
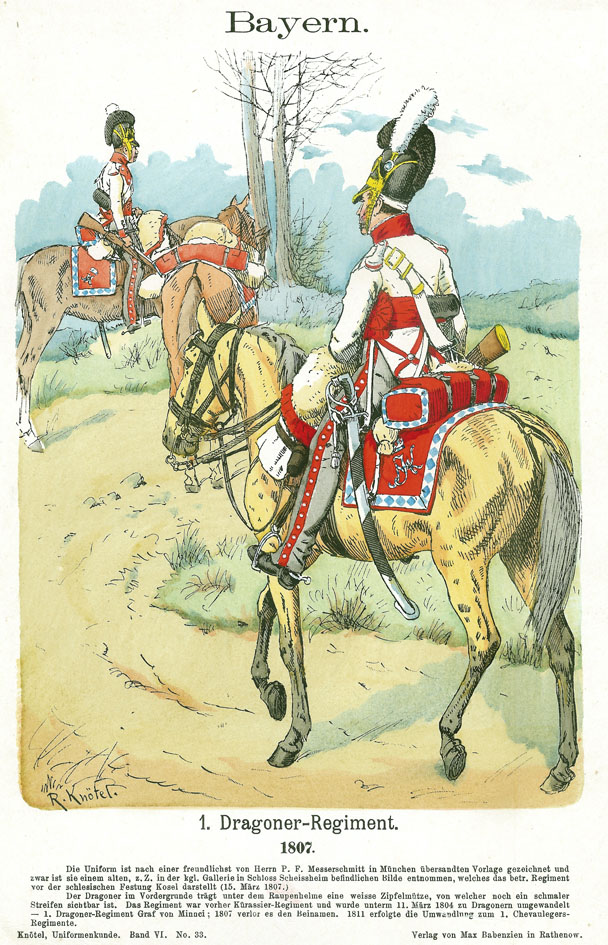
Dragones 1807.
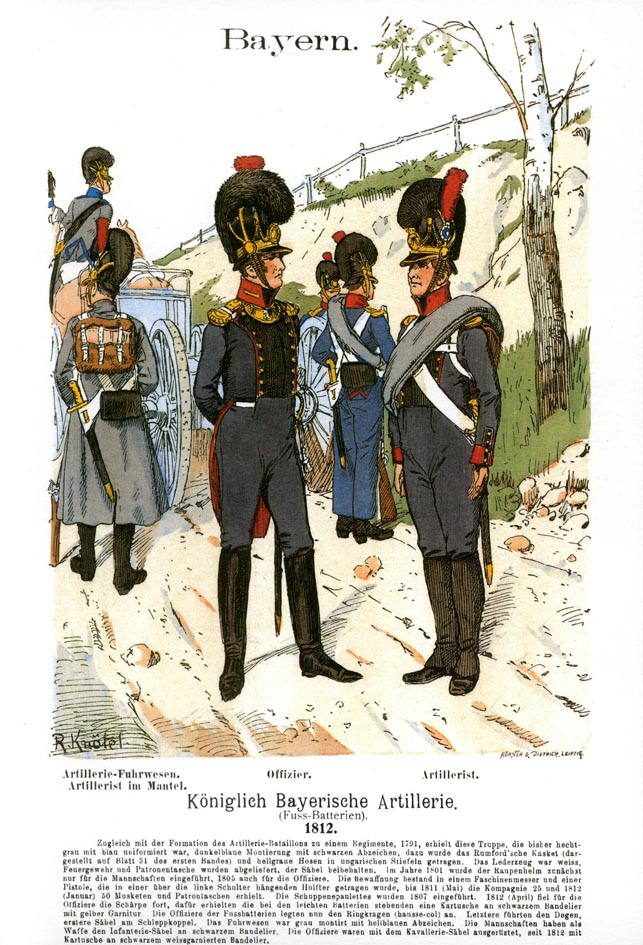
Artillería 1812.
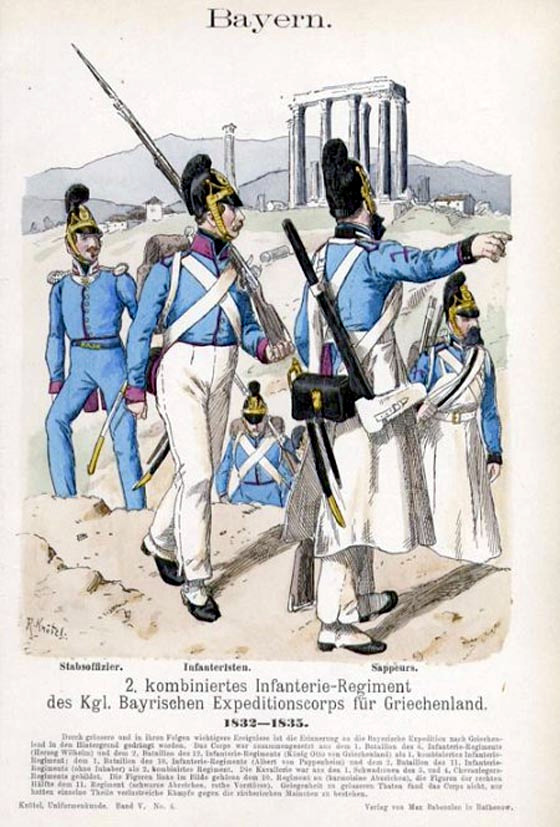
Infantería 1832-1835.
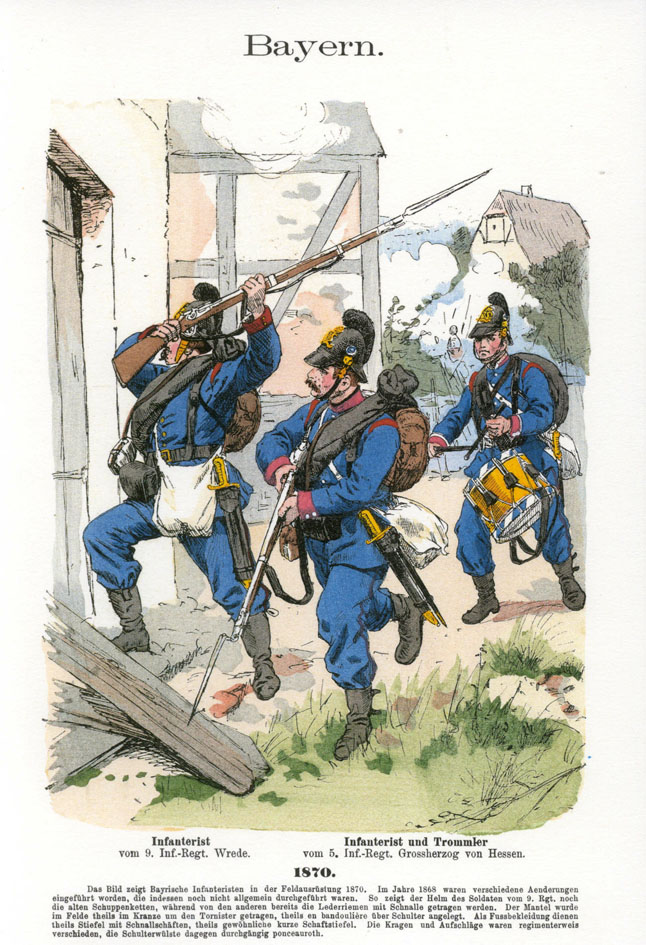
Infantería 1870.
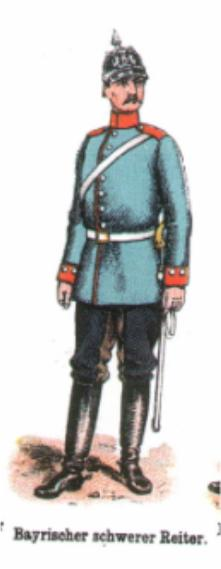
Jinete 1901.
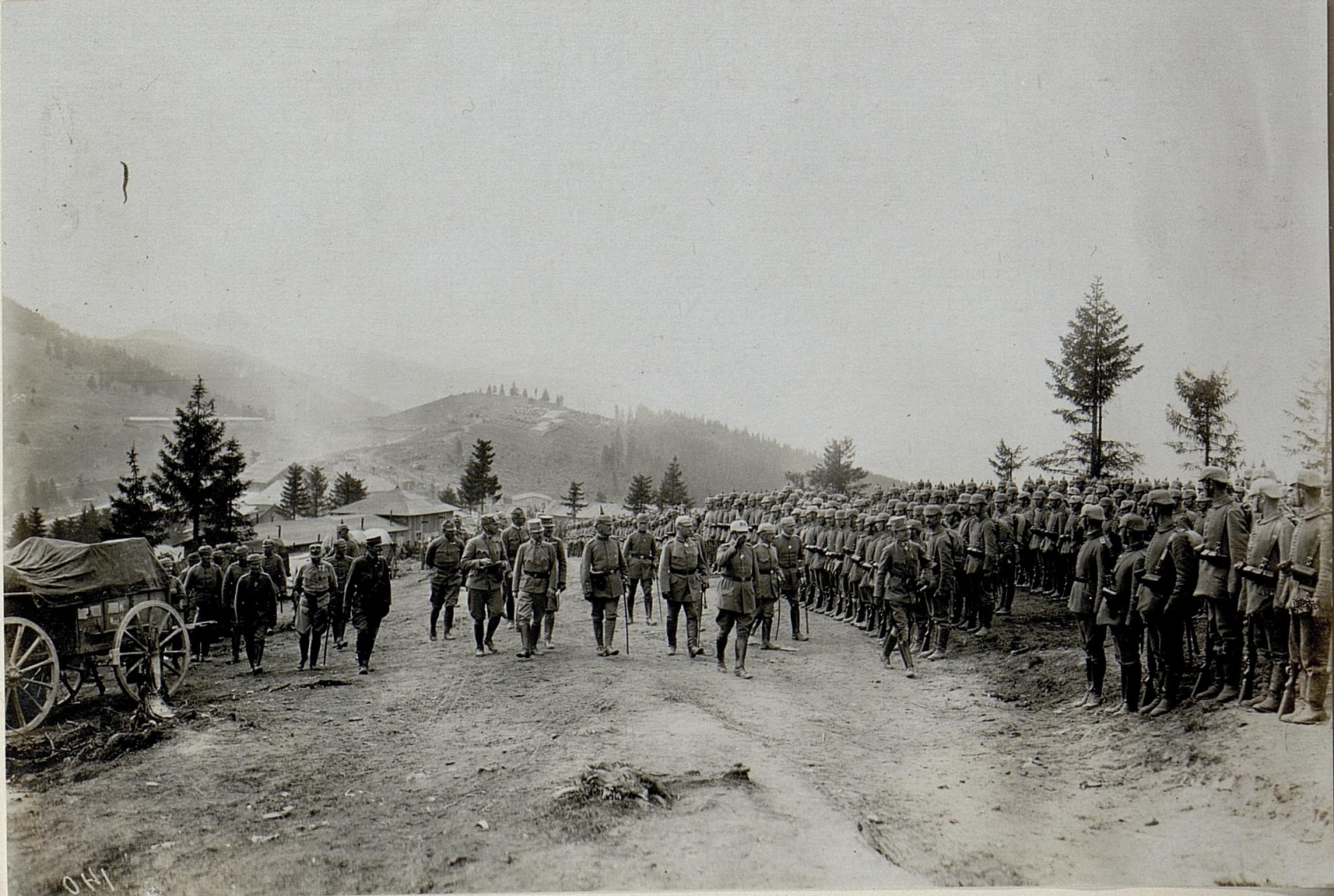
La décima división bávara en Prislopsattel 1916.

## Estructura

### Preguerra y periodo temprano de la guerra
Baviera colocó al principio dos y más tarde tres cuerpos de ejército en el ejército del Imperio alemán:
- I Cuerpo de ejército en Múnich
  - 1.ª División en Múnich
  - 2.ª División en Augsburgo
- II Cuerpo de Ejército en Würzburg
  - 3.ª División en Landau
  - 4.ª División en Würzburg
- III Cuerpo de Ejército en Núremberg
  - 5.ª División en Núremberg
  - 6.ª División en Regensburg

### Formado durante Primera Guerra Mundial
Cuerpos
- I Cuerpo de la Reserva Real de Baviera
- II Cuerpo de la Reserva Real de Baviera
- XV Cuerpo de la Reserva Real de Baviera

Divisiones
Caballería bávara:
- División de Caballería bávara

Infantería bávara:
- 10.ª División de Infantería de Baviera
- 11.ª División de Infantería de Baviera
- 12.ª División de Infantería de Baviera
- 14.ª División de Infantería de Baviera
- 15.ª División de Infantería de Baviera
- 16.ª División de Infantería de Baviera

Reserva bávara:
- 1.ª División de Reserva de Baviera
- 5.ª División de Reserva de Baviera
- 6.ª División de Reserva de Baviera
- 8.ª División de Reserva de Baviera
- 9.ª División de Reserva de Baviera
- 30.ª División de Reserva de Baviera
- 39.ª División de Reserva de Baviera

Landwehr Bávaro:
- 1.º división bávara de Landwehr
- 2.º división bávara de Landwehr
- 6.º división bávara de Landwehr

Ersatz bávaro:
- División Ersatz Bávara

Tropas de montaña:
- Alpenkorps

### Cuerpo de oficiales
El ejército bávaro tenía una proporción menor de oficiales aristocráticos que el ejército prusiano: en 1832 había 1.86 oficiales plebeyos por cada noble; antes de 1862 era 2.34 plebeyos por cada noble y por el estallido de la Primera Guerra Mundial 5.66. Solo en las siguientes unidades la proporción de oficiales aristocráticos era considerablemente más alta que la media:
- 1.º Real Regimiento de Caballería Pesada de Baviera "Príncipe Karl de Baviera" (anteriormente 1. ° Coraceros).
- 1.º Regimiento real Ulanos de Baviera "Emperador Guillermo II, Rey de Prusia"
- Regimiento real de Guardias de infantería bávara

### Cuerpo de Suboficiales
El Cuerpo de Suboficiales bávaro consistía en soldados veteranos y de carrera, generalmente reclutados entre aquellos que completaban el servicio militar. Hubo una estricta separación profesional entre oficiales y suboficiales. Esto condujo a problemas sociales sustanciales durante la Primera Guerra Mundial, porque los suboficiales calificados fueron bloqueados de ascenso a rangos de oficiales.

### Reclutamiento
De acuerdo con la Constitución de 1808, el reclutamiento fue de acuerdo a un sistema de servicio militar obligatorio . El sistema ofrece la posibilidad de que los hombres compran la exención del servicio militar obligatorio mediante el pago de un sustituto, llamado Einsteher ( "administrador") o Einstandsmann ( "sustitución"), para servir en su lugar (que era de más tiempo).
Las reformas de 1868 abolieron el uso de sustitutos, introdujeron la conscripción obligatoria durante tres años e instituyeron el sistema Einjährig-Freiwilliger ("Voluntario de un año")

### Landwehr
En 1809, basado en el modelo francés, las fuerzas territoriales se convirtieron en una Guardia Nacional, que desde 1814 hasta 1868, era conocido como el Landwehr del Reino de Baviera. Durante las reformas de 1868, las clases más antiguas de reservas se conocieron como el Landsturm. El Landwehr también se hizo cargo de la supervisión de las asociaciones de veteranos.

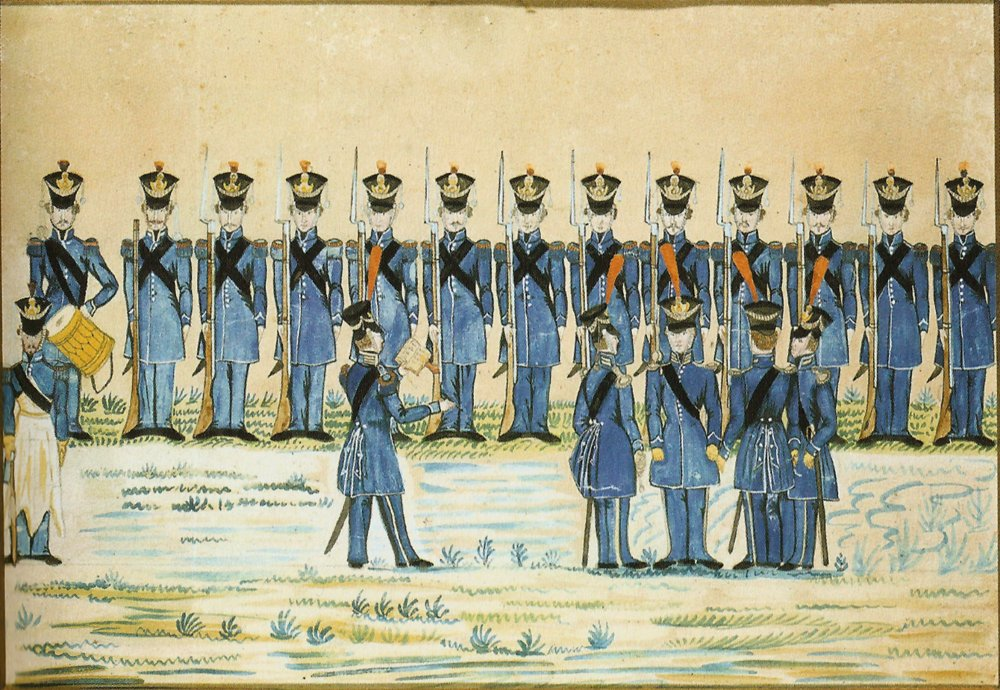
Landwehr de Baviera 1830
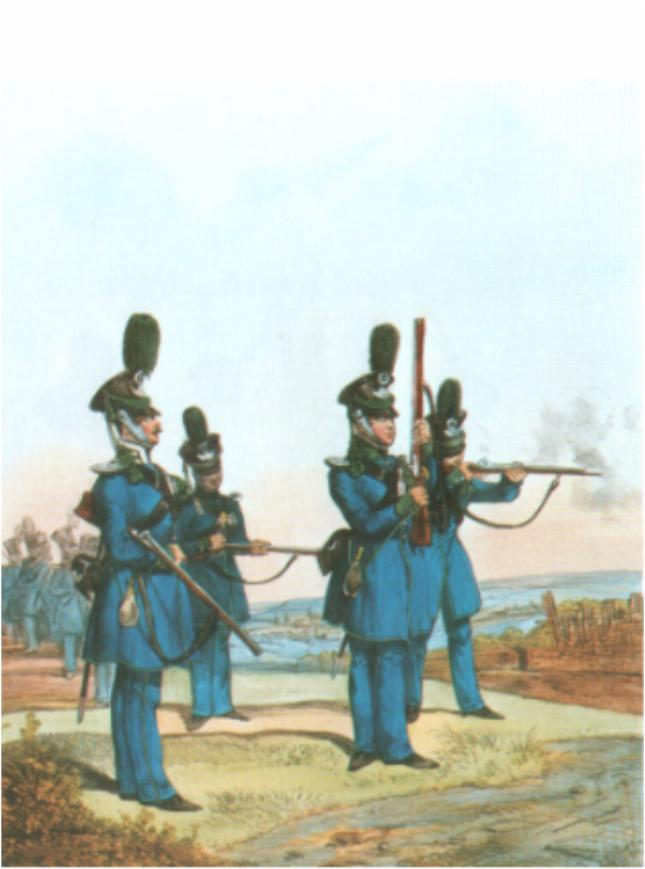
Batallón de Würzburg del Landwehr alrededor de 1840
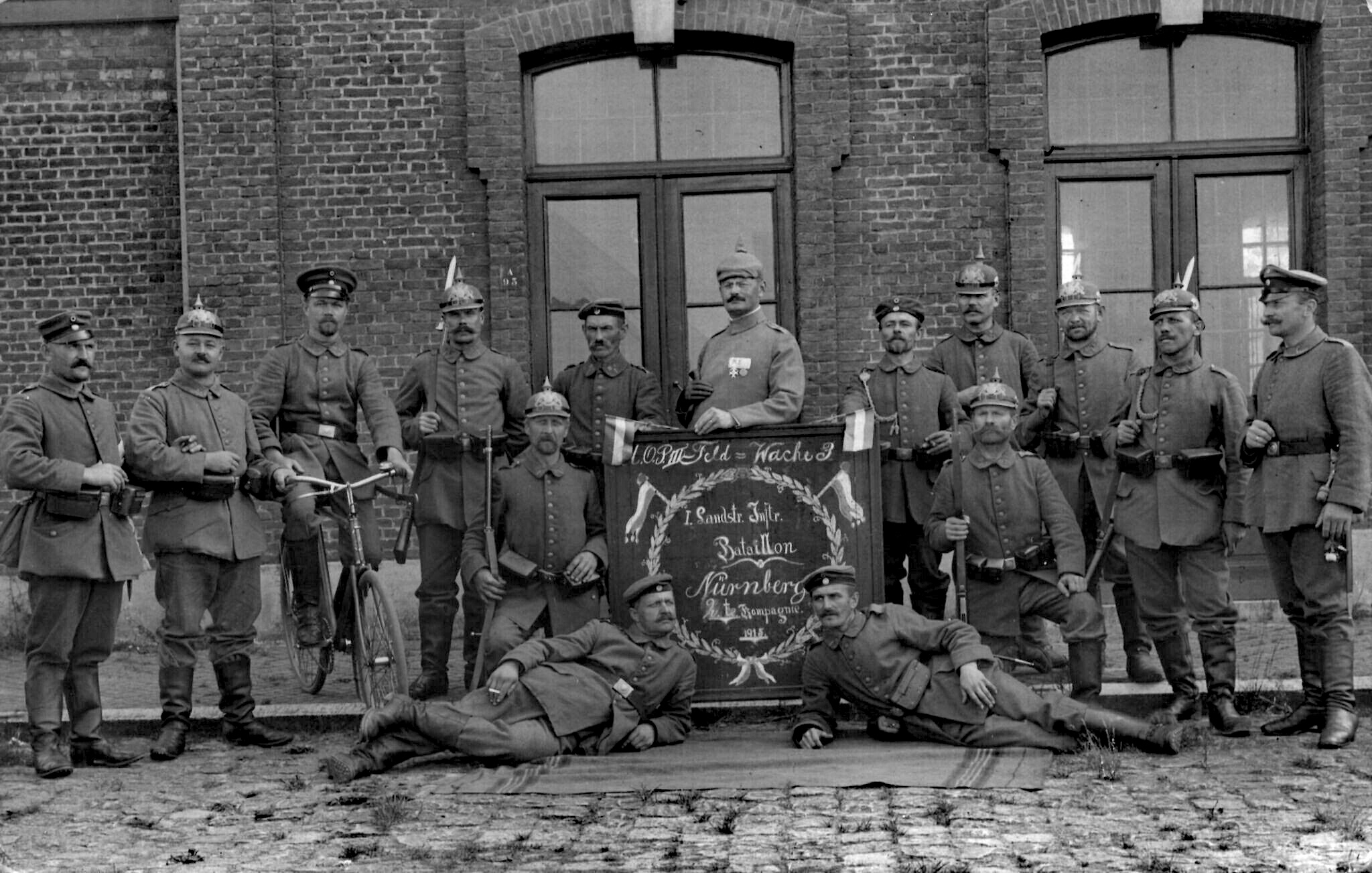
Soldados de un batallón de infantería de Landsturm en Núremberg (1915).

### Guarniciones
La mayor parte del ejército bávaro estaba alojado en fortalezas, monasterios secularizados y antiguos castillos. El primer programa coordinado de construcción de cuarteles tuvo lugar en 1806 (como el Nuevo Cuartel de Isar), y después de un brote de tifus en 1881, se construyeron edificios modernos (como el Cuartel Príncipe Leopold ). En 1838, Baviera mantenía siete fortalezas, con otra en construcción:
- Forchheim
- Ingolstadt
- Veste-Oberhaus
- Rosenberg ob Kronach
- Rothenberg bei Schnaittach
- Wülzburg
- Fortaleza Marienburg en Würzburg
- Germersheim (En construcción)

Baviera también mantuvo tropas en las fortalezas de la Confederación Alemana de Landau y Ulm . Las fortalezas de Germersheim, Ingolstadt y Ulm fueron desfortificadas según el Tratado de Versalles .

## Museo
El museo del ejército bávaro tuvo su sede desde 1905 a 1945 en el Hofgarten de Múnich. En la actualidad se encuentra en la ciudad de Ingolstadt.

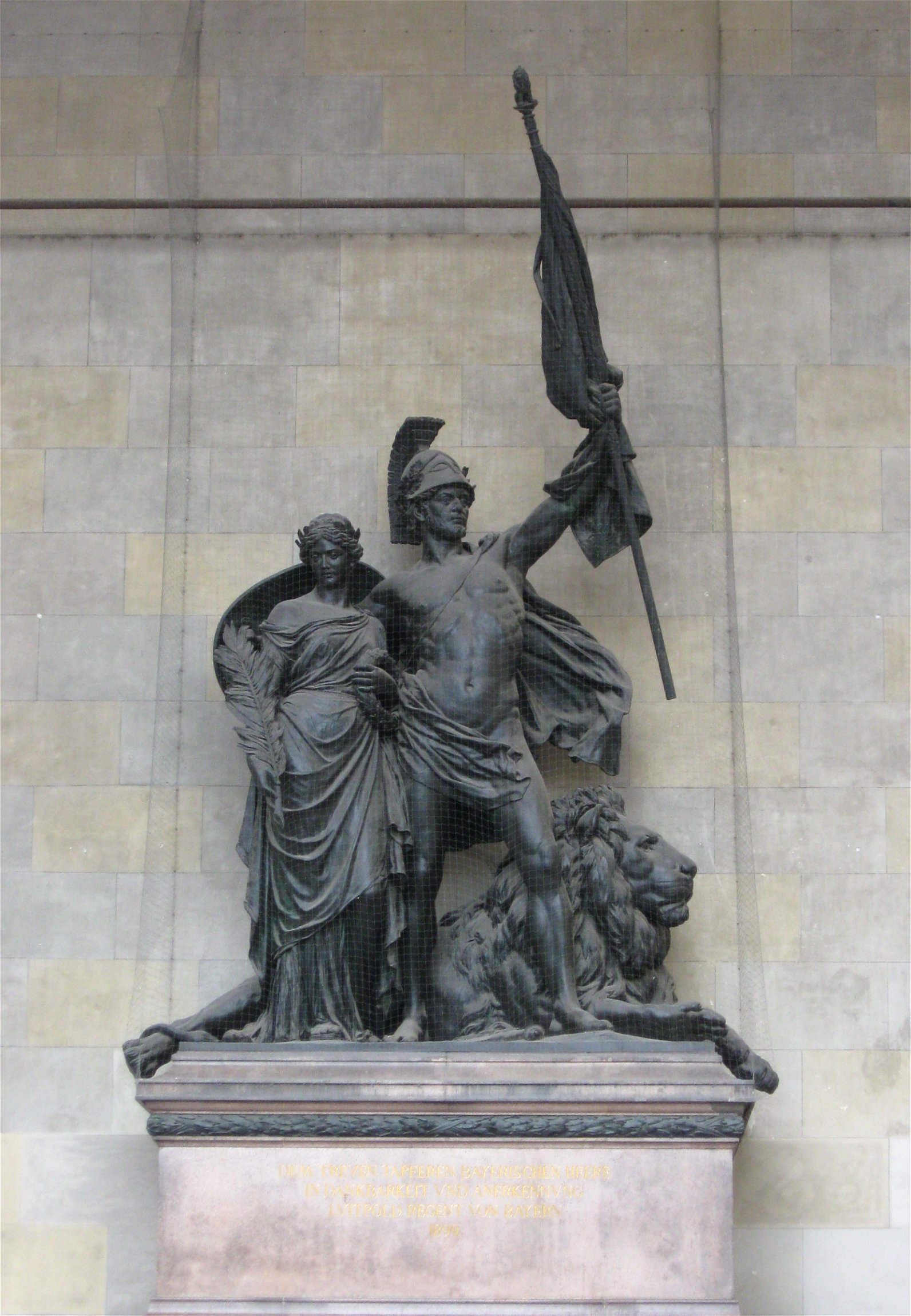
Monumento del ejército bávaro en el Feldherrnhalle en Múnich.